# ایمپیریال (نبراسکا)
ایمپیریال(به انگلیسی: Imperial) شهری در ایالت نبراسکا کشور ایالات متحده آمریکا است که جمعیت آن در سرشماری سال ۲۰۱۰ میلادی، ۲٬۰۷۱ نفر بوده‌است.